# ریکی هولمز
ریکی هولمز (انگلیسی: Ricky Holmes؛ زادهٔ ۱۹ ژوئن ۱۹۸۷) بازیکن فوتبال اهل بریتانیا است.
از باشگاه‌هایی که در آن بازی کرده است می‌توان به باشگاه فوتبال بارنت، تیم سی فوتبال ملی انگلیس، باشگاه فوتبال چلمزفورد سیتی، باشگاه فوتبال پورتسموث، و باشگاه فوتبال نورث‌همپتون تاون اشاره کرد.
وی همچنین در تیم ملی فوتبال تیم سی فوتبال ملی انگلیس بازی کرده است.